# Temptation Box
Temptation Box (il più delle volte trascritto come TEMPTATION BOX) è il secondo album in studio del gruppo musicale giapponese j-pop/j-rock SCANDAL, pubblicato l'11 agosto 2010 per l'etichetta Epic Records Japan, sotto-etichetta della Sony Music. La sua uscita nei negozi è stata anticipata dai singoli Shunkan Sentimental (utilizzato come quarta ending dell'anime Fullmetal Alchemist: Brotherhood), Taiyou To Kimi Ga Egaku STORY e Namida no Regret.
Il disco è stato distribuito in quarantadue paesi in tutto il mondo, tra cui Regno Unito, Francia e Germania e ha debuttato al 3º posto della classifica Oricon con 34 946 copie vendute, e al 4º posto della classifica Billboard per un totale di 60 301 copie vendute in Giappone.

## Produzione
Sul disco e sulla scelta del titolo, che in inglese significa "scatola della tentazione", la bassista del gruppo Tomomi Ogawa ha dichiarato: 

La chitarrista Mami Sasazaki ha aggiunto: 

Infine la leader Haruna Ono ha detto: 

## Singoli
Il 3 febbraio è uscito primo singolo Shunkan Sentimental, scelto come quarta ending dell'anime Fullmetal Alchemist: Brotherhood, che ha ottenuto un buon successo tra i download digitali, diventando disco d'oro, grazie ai più di 100 000 download effettuati. Il formato fisico del singolo ha riscosso meno successo, vendendo 16 672 nella prima settimana e classificandosi 7º nella Oricon Chart, debuttando al 17º posto della classifica Billboard Hot 100 e 7º al posto della Billboard Hot Singles. Il videoclip del brano è stato registrato in un edificio abbandonato, dove la band esegue la canzone.
Il 2 giugno è stato pubblicato il singolo Taiyou to Kimi ga Egaku STORY che ha esordito al 10º posto della classifica Oricon con 12 359 copie vendute. Nelle classifiche Billboard ha esordito al numero 22 della Hot 100 e al numero 12 della Hot Singles. Per il brano le SCANDAL hanno ricevuto il terzo premio agli RTHK Awards per aver raggiunto la prima posizione nella classifica j-pop di Hong Kong.
Il 28 luglio è uscito il terzo singolo Namida no Regret, una ballata malinconica che ha conquistato immediatamente i favori dei fan, debuttando al 14º posto della classifica Oricon, al 27º della Hot 100 e al 19º della Hot Singles, con 9 304 copie vendute.

## Nei media
Il primo singolo Shunkan Sentimental è stato scelto come quarta ending dell'anime Fullmetal Alchemist: Brotherhood, mentre il secondo singolo Taiyou To Kimi Ga Egaku STORY come tema musicale dell'evento “NACU Sacas 2010 Akasaka Big Bang Utsunomiya Hanabi Taikai 2010”. Infine la canzone Sayonara My Friend è stata utilizzata come brano nella colonna sonora del film d'animazione Loups=Garous e Hi-Hi-Hi inserita nella colonna sonora del videogioco Elsword.

## Tracce
CD (ESCL-3494/ESCL-3490/ESCL-3492)
1. EVERYBODY SAY YEAH! – 3:43 (Tomomi Ogawa, Tomohiro Ōkubo)
2. Taiyō to kimi ga kaku STORY (太陽と君が描くSTORY) – 3:57 (Tomomi Ogawa, Tanaka Hidenori)
3. Shunkan Sentimental (瞬間センチメンタル) – 3:44 (Haruna Ono, Tomomi Ogawa, Mami Sasazaki, Rina Suzuki, Natsumi Kobayashi, Keita Kawaguchi)
4. Hōkago1H (放課後1H) – 4:00 (Tomomi Ogawa, Yasuhiro Minami)
5. Namida no Regret (涙のリグレット) – 5:11 (Hisashi Kondo)
6. Hi-Hi-Hi – 3:13 (Tomomi Ogawa, Yuichi Tajika, Keita Kawaguchi)
7. Shōjo M (少女M) – 3:54 (Mami Sasazaki, Yuichi Tajika)
8. GIRLism – 2:52 (Tomomi Ogawa, Tomohiro Ōkubo)
9. Playboy Part II (プレイボーイPartII) – 4:20 (Rina Suzuki, Keita Kawaguchi)
10. Hello! Hello! – 4:28 (Haruna Ono, Tomomi Ogawa, Mami Sasazaki, Rina Suzuki, Hidenori Tanaka)
11. Aitai (会いたい) – 5:02 (Haruna Ono)
12. Sayonara My Friend (さよなら My Friend) – 4:30 (Tomomi Ogawa, Inui Hiroshi)

## Classifiche
| Classifica (2010)    | Posizione massima |
| -------------------- | ----------------- |
| Giappone (Oricon)    | 3                 |
| Giappone (Billboard) | 4                 |